# Wild Arms (jeu vidéo)
Wild Arms (ワイルドアームズ, Wairudo āmuzu) est un jeu vidéo de rôle développé par Media.Vision et édité par Sony Computer Entertainment. Il est tout d'abord sorti au Japon en 1996, puis en Amérique du Nord en 1997 et en Europe en 1998 sur PlayStation. Il s'agit du premier opus de la série du même nom, en plus d'être parmi l'un des premiers jeux vidéo de rôle à sortir sur PlayStation. De plus, il a la particularité d'être un RPG japonais ayant un thème Western. Le jeu propose des graphismes en deux dimensions durant les phases d'exploration, tandis que les phases de combats sont affichés en trois dimensions.
Le jeu se déroule dans un monde fantastique nommé Filgaia. Le joueur suit les aventures d'un groupe d'aventuriers mécréants appelés les Dream Chasers. Ils parcourent le monde à la recherche de plaisir et de richesse. Le joueur prend le contrôle d'un jeune homme, Rudy, qui a la capacité de faire fonctionner les Ancient Relic Machines, des armes puissantes similaires à des armes à feu.

## Synopsis
Le monde de Filgaia était un monde verdoyant, et ce grâce à la protection des Gardiens. Malheureusement, une mystérieuse invasion de démons fit rage, et les Gardiens périrent un par un. La verdure s’estompa pour ne laisser qu’une large étendue désertique.
Mille ans après ces événements, les peuples de Filgaia commencèrent à construire une nouvelle civilisation sur ces terres arides. Cependant les démons attendaient dans l’ombre l’heure de leur victoire sur la planète. Et Filgaia allait devoir se préparer à une nouvelle invasion…
C’est à ce moment que trois personnes, portant sur leurs épaules l’avenir de Filgaia, vont embarquer dans un long périple.

## Système de jeu
Wild Arms est un RPG dans lequel le joueur prend le contrôle de trois personnages différents, soit Rudy, Jack ou Cecilia. Ils évoluent à travers différents environnements dans lesquels ils doivent résoudre des énigmes et combattre des ennemis. Les phases d'exploration sont affichées en deux dimensions avec une vue de dessus. Pour progresser dans le jeu, le joueur doit accomplir différentes quêtes qui, la plupart du temps, impliquent de s'aventurer dans des donjons remplis de monstres qui apparaissent aléatoirement.